# Bulolia
Genre
Bulolia est un genre d'araignées aranéomorphes de la famille des Salticidae.

## Distribution
Les espèces de ce genre sont endémiques de Nouvelle-Guinée orientale en Papouasie-Nouvelle-Guinée,.

## Liste des espèces
Selon World Spider Catalog (version 18.0, 15/03/2017) :
- Bulolia excentrica Żabka, 1996
- Bulolia ocellata Żabka, 1996

## Publication originale
- Żabka, 1996 : Bulolia, a new genus of Salticidae (Arachnida: Araneae) from Papua New Guinea. Revue suisse de Zoologie, hors série, vol. 2, p. 701-707 (texte intégral).